# Chris Clark
Chris Clark, född 8 mars 1976 i South Windsor, Connecticut, är en amerikansk före detta professionell ishockeyspelare som spelade som högerforward i NHL för Calgary Flames, Washington Capitals och Columbus Blue Jackets. 
Chris Clark debuterade i NHL med Calgary Flames säsongen 1999–00, då 23 år gammal. Det var dock först säsongen 2001–02 som han blev ordinarie i Flames laguppställning. Clark gjorde inte mycket väsen av sig offensivt, även om hans poängproduktion ökade försiktigt för varje säsong. Istället var han en fysiskt spelande forward som kämpade i hörnen och framför mål. Säsongen 2003–04 tog sig Flames till Stanley Cup-final mot Tampa Bay Lightning, som man dock förlorade med 4-3 i matcher. 
2004–05 ställdes NHL-säsongen in. Clark spelade istället i klubbarna SC Bern i den schweiziska högstadivisionen och Storhamar Dragons i den norska högstadivisionen, för vilka han med det sistnämnda laget noterades för 10 mål och 14 poäng på 15 spelade matcher.

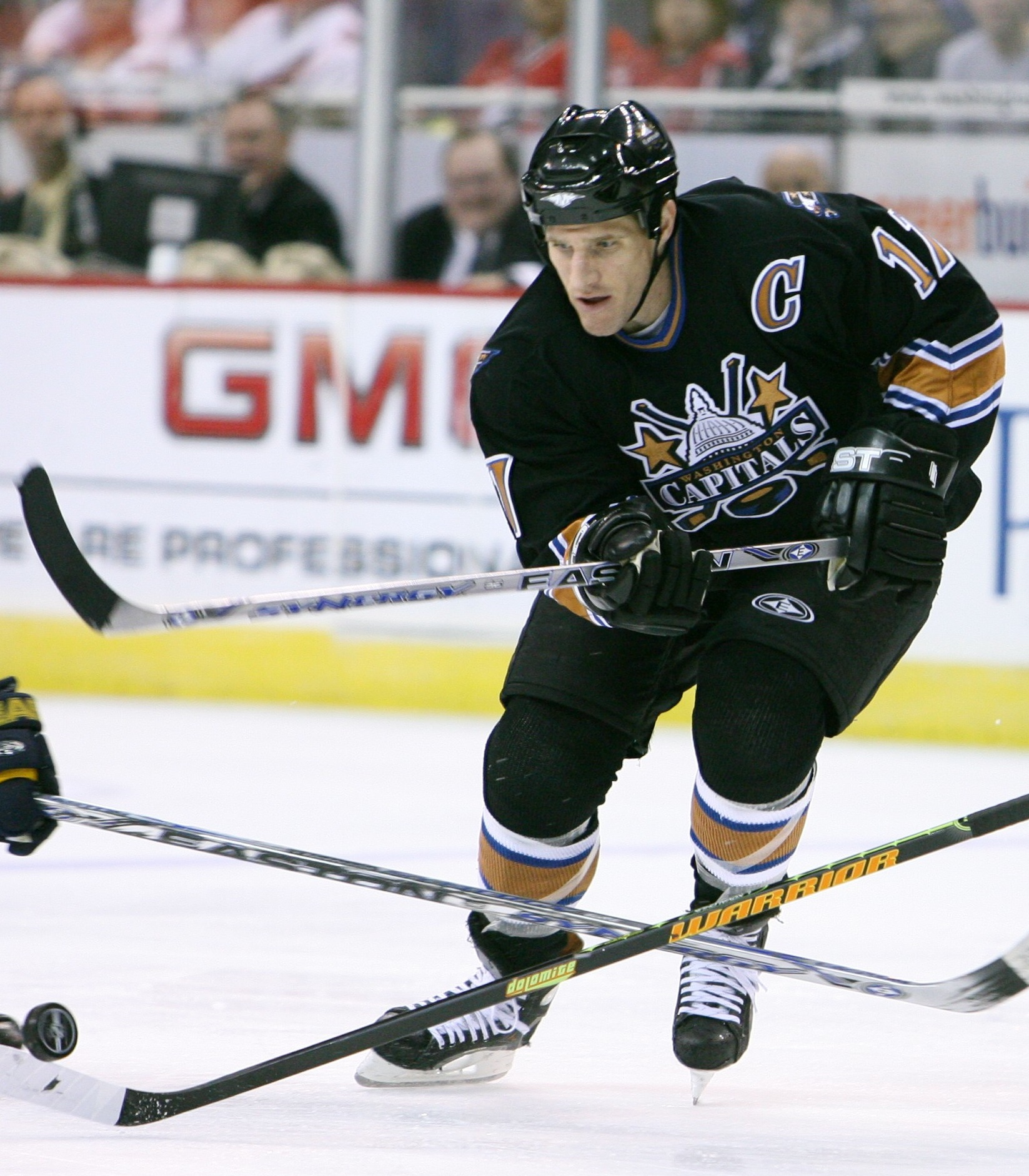
Chris Clark med Washington Capitals år 2007.

Före säsongen 2005–06 bytte Flames bort Clark till Washington Capitals. I Capitals fick han en mer betydelsefull roll då han under flertal säsonger var lagkapten och ofta fick spela i förstakedjan tillsammans med unge stjärnan Aleksandr Ovetjkin. Under sin första säsong i Capitals gjorde han 20 mål och 19 assist på 78 matcher, totalt 39 poäng. Säsongen därpå, då han etablerade sig som lagets förstecenter, gjorde han 30 mål och 54 poäng. Båda noteringarna är personligt rekord. 
Den 28 december 2009 blev Clark bortbytt till Columbus Blue Jackets i utbyte mot Jason Chimera.
Clark är en tvåvägsforward med goda defensiva och offensiva egenskaper. Han är en snabb skridskoåkare och är utmärkt på att gräva ut pucken ur hörnen. Han har också bra ledaregenskaper, något som visas av att han varit lagkapten i Washington Capitals. Hans offensiva egenskaper är dock begränsade, och han saknar egentligen den kreativitet som krävs av en idealisk förstecenter.